# El lector
El lector o The reader (títol original en anglès: The Reader) és una pel·lícula estatunidenca dirigida l'any 2008 per Stephen Daldry.

## Repartiment
- Ralph Fiennes: Michael Berg
- Kate Winslet: Hanna Schmitz
- David Kross: Michael Berg de jove
- Alexandra Maria Lara: Ilana Mather de jove
- Lena Olin: Rose Mather / Ilana Mather
- Bruno Ganz: Professor Rohl

## Anàlisi
Basada en la novel·la Der Vorleser (en català El lector, editada per Empúries), obra semiautobiogràfica de l'escriptor alemany Bernhard Schlink, publicada l'any 1995 i convertida ben aviat en un gran èxit de vendes tant a Alemanya com arreu del món, tracta de les conseqüències de l'Holocaust des d'una perspectiva poc habitual: la protagonista va treballar en diversos camps d'extermini.
En la pel·lícula, han coincidit un bon grapat de talents del cinema anglosaxó: els actors Kate Winslet i Ralph Fiennes, el director Stephen Daldry, el dramaturg i guionista David Hare i els productors Anthony Minghella i Sydney Pollack, que desgraciadament han mort tots dos sense haver pogut veure el film acabat.
Però la gran protagonista és l'actriu Kate Winslet, intèrpret d'Hanna Schmitz, que manté un afer amorós amb un noi de 15 anys al Berlín de finals dels 50. La pel·lícula no recrea la seva implicació amb les SS, sinó que segueix la pista dels dos personatges a partir de la seva relació amorosa en diferents moments posteriors.